# Ataru Esaka
Ataru Esaka (født 31. maj 1992) er en japansk fodboldspiller.
Han har spillet for flere forskellige klubber i sin karriere, herunder Thespakusatsu Gunma, Omiya Ardija og Kashiwa Reysol.